# Аранов, Шико Бениаминович
 Ши́ко Бениами́нович Ара́нов (настоящая фамилия Аранович; 23 апреля 1905, Татарбунары, Аккерманский уезд, Бессарабская губерния — 28 ноября 1969, Кишинёв, Молдавия) — молдавский советский дирижёр, композитор, основатель и руководитель первого молдавского джаз-оркестра «Букурия» (рум. Bucuria — радость). Заслуженный деятель искусств (1950) и народный артист Молдавской ССР (1953).

## Биография
Родился в Татарбунарах на самом юге Бессарабии (теперь Одесская область Украины) в бедной еврейской семье. В детстве обучался игре на бас-геликоне, после переезда семьи в Арциз был определён в местный духовой оркестр. В 1913—1919 годах учился в реальном училище в Килие, затем в Кишинёвской консерватории «Униря» по классу валторны (1923—1927). Служил в румынской армии, после демобилизации в 1930 году поступил в Бухарестскую королевскую академию музыкального и драматического искусства, которую окончил в 1935 году по классу трубы и композиции. Одновременно руководил оркестрами в ряде кинотеатров Бухареста (La capitol, Trianon, Regal, City, Corso).
С присоединением Бессарабии к СССР в 1940 году возвратился в Кишинёв. Выступал в составе эстрадного оркестра под руководством кларнетиста Шарля Брейтбурда в кишинёвском кинотеатре «Орфеум» (на пересечении улиц Штефана Чел Маре и Пушкина), который через некоторое время был переведён в только что созданную Молдавскую государственную филармонию и переименован в «Молдавский государственный джаз-оркестр» (Молдгосджаз). Художественным руководителем оркестра стал Шико Аранов.
В следующем году, с началом боевых действий оркестр был эвакуирован в Коканд и вновь переименован в эстрадный оркестр при Молдавской государственной филармонии под руководством Шико Аранова. До 1945 года оркестр выступал на фронтах Великой Отечественной войны. Программа теперь состояла из военно-патриотической и молдавской народной песни, однако второе отделение было полностью предоставлено джазу. При оркестре была собственная танцевальная группа, помимо народного танца представлявшая аргентинское танго и степ.
После войны оркестр был расформирован. В 1947—1956 годах Аранов работал музыкальным руководителем государственного ансамбля молдавского народного танца (впоследствии «Жок»), ставшего под его руководством лауреатом IV Всемирного фестиваля молодежи и студентов в Бухаресте (1953). В 1956—1963 и 1967—1969 годах — художественный руководитель джаз-оркестра «Букурия» (Радость), который он организовал. В 1964—1966 годах руководил оркестром Молдавского комитета по радиовещанию и телевидению.
Похоронен на Кишинёвском еврейском кладбище.

## Семья
В июле 1940 года, незадолго до возвращения в Бессарабию, Шико Аранов женился в Бухаресте на Сидонии Шварц (1919—?) из богатой еврейской семьи. Их первый ребёнок, сын Виктор (1946—2014), родился уже после войны, дочь Марианна родилась в 1949 году, но умерла в возрасте 10 месяцев в результате случайной передозировки от введённого врачом лекарства. Сын Юлиан Аранов родился в 1952 году, впоследствии переводчик и издатель восточной литературы; среди переведённых им книг — сборники суфистских текстов Идриса Шаха «Искатель истины» (2005), «Суфии — мысль и действие: Современные авторы о суфийской традиции» (сборник статей, 2005), «Суфийские тексты» (2005), «Благоухающий скорпион» (2006) и «Сказки мира» (2007), «Наблюдающее Я» Артура Дейкмана (Мистицизм и психотерапия, 2007), «Другой Хайям» (2014). Внук — Эрнест Викторович Аранов, израильский оператор-документалист и фотограф. Внучка — Елизавета Варвара Юлиановна Аранова (1994), сценарист и стендап-комик.
Его племянница (дочь погибшей во время оккупации Кишинёва сестры Мириам Аранович) была замужем за сценаристом и киноредактором М. Г. Гаспасом.

## Музыкальное творчество
Аранов — основоположник молдавской эстрадной оркестровой музыки. Автор 8 сюит и 12 фантазий для эстрадного оркестра, более двухсот джазовых композиций, музыки к хореографическим сценам, к кинофильмам «Ляна» (1955) и «Молдавские напевы» (1959, совместно с Василе Загорским) киностудии Молдова-филм, нескольких шлягеров военных лет (в том числе песни «Я не вернуться не мог…» на слова Константина Славина, 1943), песен на русском языке «Аурика», «Ночь в Молдове», «У Днестра», множества эстрадных песен на молдавском языке («Сэ ну регрет», «Ну сынт де винэ нумай еу», «Ам висат кэ юбеск», «Аурика», «Нопциле Молдовей», «Фетеле дин Кишинэу», «Окий тэй фрумошь» и др.). Создал также многочисленные джазовые обработки молдавских, еврейских и русских народных песен.

## Джаз-оркестр Шико Аранова «Букурия»
«Джаз-оркестр Шико Аранова» во всех его воплощениях являл собой типичный биг-бэнд и специализировался на свинге. Помимо произведений самого Аранова, оркестр исполнял вошедшие в джазовый канон номера Луи Армстронга, Гленна Миллера, Джорджа Гершвина. Именно в оркестре Шико Аранова прозвучали первые произведения начинающего композитора Евгения Доги. Здесь начинали молдавские композиторы Макс Фишман и Олег Негруца. Музыкальным руководителем оркестра долгое время был тенор-саксофонист и скрипач Гарри Ширман, с которым Аранов играл ещё в Бухаресте. Лицом оркестра был певец Рудольф (Рувин) Капланский. Выступали в оркестре и известный молдавский пианист и композитор Давид Григорьевич Федов (Фейдман, 1915—1984), певец Ефим Бэлцану (Вайсман), тромбонист Иван Добрунов, трубачи Моисей Гольдман и Николай Греку, саксофонист Геннадий Добров, скрипач Наум Лозник и другие известные впоследствии в республике музыканты.